# Société Chevalier, Cheylus Jeune & Cie

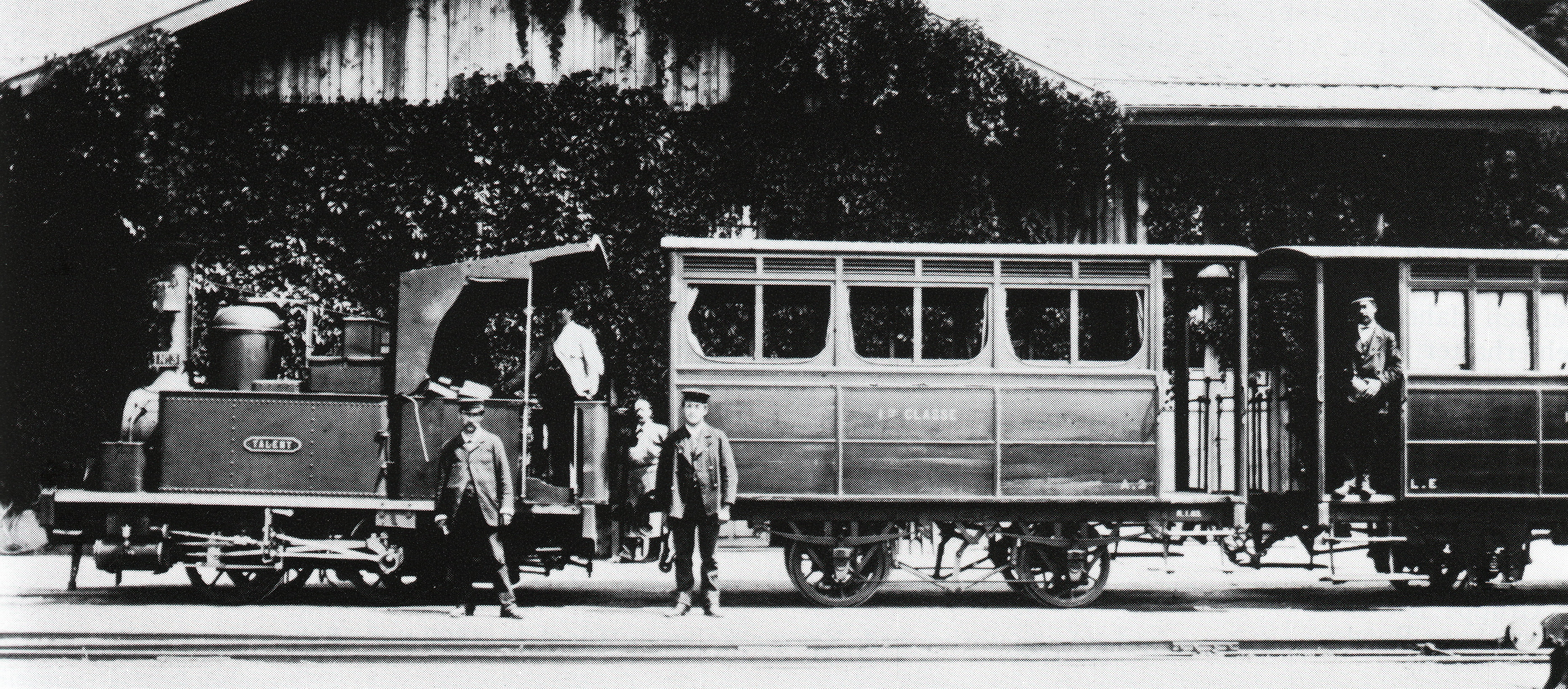
Voiture Chevalier Cheylus sur le chemin de fer Lausanne Echallens Bercher en Suisse(LEB)

La Société Chevalier, Cheylus jeune & Cie est un ancien constructeur français de matériel roulant pour chemins de fer au  XIXe siècle. Elle était située à Paris, dans le quartier de Grenelle.
Un des fondateurs, Cheylus (jeune) est le fils d'Antoine-Louis Cheylus, collaborateur de l'industriel Jean-François Cail. 
La société est liée avec la Société J.F Cail & Cie et la compagnie Fives-Lille.

## Production
Voitures à voyageurs pour :
- Chemin de Fer de Lyon à la Croix Rousse [3]
- PLM [3]
- Chemin de fer du Mont-Cenis[4]
- Compagnie des chemins de fer des Charentes
- Chemins de fer de l'Hérault
- Chemin de fer système Larmangeat[5]
- Compagnie des Tramways à Vapeur de la Chalosse et du Béarn[6]

## Véhicule préservé
- Voiture à voyageur à essieux construite LE B 1–5, en 1868, au chemin de fer Blonay-Chamby ex Chemin de fer du Mont-Cenis au chemin de fer Blonay-Chamby[7]